# 高原拟壁钱
高原拟壁钱（学名：Oecobius przewalskyi）为拟壁钱科拟壁钱属的动物。在中国大陆，分布于西藏等地，一般栖息于房屋墙壁或缝隙。该物种的模式产地在西藏。